# Euerythra virginea
Euerythra virginea là một loài bướm đêm thuộc phân họ Arctiinae, họ Erebidae.